# Natalia Cigliuti
Natalia Cigliuti   (Nova York, 6 de setembre de 1978) és una actriu uruguaiana-estatunidenca, més coneguda pels seus papers com Lindsay Warner a Saved by the Bell: The New Class i com a Anita Santos Warner a All My Children.

## Carrera artística
Natalia Cigliuti va néixer a Montevideo, Uruguai. Va passar els seus anys d'infància a Amèrica del Sud fins que la seva família es va mudar a Nova York. Va començar la seva carrera d'actriu als 14 anys després que una agència local de talent la descobrís en una desfilada de moda. Als 15 anys, Cigliuti va fer la seva primera aparició en una sèrie, interpretant el paper de Lindsay Warner a Saved by the Bell: The New Class. Això va donar lloc a altres treballs de televisió, incloent un paper destacat a Pacific Palisades, Beverly Hills 90210, Odd Man Out, The Random Years, i nombroses aparicions com estrella convidada en programes com CSI.
Cigliuti es va incorporar al repartiment d'All My Children el febrer de 2004, interpretant el paper d'Anita Santos. Al cap de dos anys, al març del 2006, va deixar d'aparèixer en la sèrie a causa de la disminució de la història. El 12 d'abril, Cigliuti va aparèixer oficialment a la sèrie de TNT Raising the Bar com a Roberta «Bobbi» Gilardi. El 2011 va tenir un paper recurrent com a detectiu Sam Harper a la sèrie The Glades de l'A&E

## Vida personal
Cigliuti es va casar amb Rob Rizzo el 2004, però el 2013 es va revelar que ja s'havien divorciat. Tenen un fill. Es va casar amb l'actor Matt Passmore el 3 de gener de 2016.

## Filmografia

### Pel·lícules
| Any  | Títol                       | Paper          |
| ---- | --------------------------- | -------------- |
| 1999 | Simon Sez                   | Claire Fence   |
| 2000 | Held Up                     | Wilma          |
| 2002 | Reality Check               | Serendipity    |
| 2010 | Kill Speed                  | Rosanna        |
| 2011 | What Happens Next           | Roz            |
| 2015 | Joe Dirt 2: Beautiful Loser | Dr. Sue        |
| 2016 | Traded                      | Nell           |
| 2019 | Drunk Parents               | Betty Donnelly |

### Televisió
| Any       | Títol                                     | Paper                   | Notes                                                            |
| --------- | ----------------------------------------- | ----------------------- | ---------------------------------------------------------------- |
| 1993–1995 | Saved by the Bell: The New Class          | Lindsay Warner          | Paper principal (65 episodis)                                    |
| 1997      | Beverly Hills, 90210                      | Chloe Davis             | Paper recurrent (4 episodis)                                     |
| 1997      | Pacific Palisades                         | Rachel Whittaker        | Paper principal (13 episodis)                                    |
| 1997      | Unhappily Ever After                      | Francesca               | Episodis: «Experimenting in College», «The Ghost and Mr. Malloy» |
| 1999–2000 | Odd Man Out                               | Paige Whitney           | Paper principal (13 episodis)                                    |
| 2000      | That '70s Show                            | Nice and Easy           | Episodi: «Parents Find Out»                                      |
| 2000      | Sabrina the Teenage Witch (sèrie de 1996) | Mindy                   | Episodi: «House of Pi's»                                         |
| 2000      | V.I.P.                                    | Caitlin Kittridge       | Episodi: «ExValibur»                                             |
| 2001      | Some of My Best Friends                   | Jody                    | Episodi: «Shaggy Dog Story»                                      |
| 2002      | The Random Years                          | Casey                   | (7 episodis)                                                     |
| 2002      | Romantic Comedy 101                       | Jennifer                | Pel·lícula per a televisió                                       |
| 2002      | St. Sass                                  | Evan                    | Pel·lícula per a televisió                                       |
| 2003      | CSI: Miami                                | Toni                    | Episodi: «Tinder Box»                                            |
| 2004–2006 | All My Children                           | Anita Santos Warner     | Paper regular                                                    |
| 2006      | Waterfront                                | Regina Centrella        | Episodi pilot per a televisió                                    |
| 2008–2009 | Raising the Bar                           | Roberta «Bobbi» Gilardi | Paper principal (24 episodis)                                    |
| 2010–2011 | G.I. Joe: Renegades                       | Scarlett (veu)          | Sèrie animada. Paper principal (25 episodis)                     |
| 2011      | Danni Lowinski                            | Charlotte               | Pel·lícula per a televisió                                       |
| 2011      | The Glades                                | Det. Sam Harper         | Paper recurrent (5 episodis)                                     |
| 2013      | 90210                                     | Elena Burns             | Episodi: «You Can't Win 'em All»                                 |
| 2013      | The Preacher's Mistress                   | Sidney                  | Pel·lícula per a televisió                                       |

### Videojocs
| Any  | Títol                           | Paper         | Notes    |
| ---- | ------------------------------- | ------------- | -------- |
| 2010 | Mass Effect 2                   | Morinth (veu) | Videojoc |
| 2010 | Dragon Age: Origins – Awakening | Sigrun (veu)  | Videojoc |